# Хасанбой Дусматов
Хасанбой Дусматов (узб. Дусматов Хасанбой Марфжон ўғли; нар. 24 червня 1993, Андижан, Узбекистан) — узбецький професійний боксер, що виступає у найлегшій ваговій категорії. Дворазовий олімпійський чемпіон 2016 та 2024 років, володар Кубка Вела Баркера як найтехнічніший боксер Олімпійських ігор 2016, чемпіон світу, Азії та Азійських ігор. Учасник напівпрофесійної боксерської ліги WSB спершу у складі української команди «Ukraine Otamans», а потім узбецької «Uzbek Tigers».

## Аматорська кар'єра

### Чемпіонат світу 2013
- 1/16 фіналу. Переміг Мукетсі Лекгетто (Ботсвана) — 3-0
- 1/8 фіналу. Програв Біржану Жакипову (Казахстан) — 0-3

### Чемпіонат світу 2015
- 1/8 фіналу. Програв Руфату Гусейнову (Азербайджан) — 1-2

### Олімпійські ігри 2016
- 1/8 фіналу. Переміг Хоселіто Веласкеса (Мексика) — 3-0
- 1/4 фіналу. Переміг Біржана Жакипова (Казахстан) — 3-0
- 1/2 фіналу. Переміг Ніко Ернандеса (США) — 3-0
- Фінал. Переміг Юрберхена Мартінеса (Колумбія) — 3-0

### Чемпіонат світу 2017
- 1/8 фіналу. Переміг Робінсона Родрігеса (Коста-Рика) — 5-0
- 1/4 фіналу. Переміг Аміта Пангал (Індія) — 5-0
- 1/2 фіналу. Переміг Юрберхена Мартінеса (Колумбія) — 5-0
- Фінал. Програв Хоанісу Архілагосу (Куба) — 2-3

### Чемпіонат світу 2021
- 1/16 фіналу. Програв Сакену Бібоссінову (Казахстан) — 0-5

На чемпіонаті Азії 2022 став чемпіоном, здолавши у фіналі Сакена Бібосинова (Казахстан).

### Чемпіонат світу 2023
- 1/32 фіналу. Переміг Оскара Кастаньєда (Мексика) — 5-0
- 1/8 фіналу. Переміг Саїда Мортажи (Марокко) — 5-0
- 1/8 фіналу. Переміг Еріслана Ромеро (Куба) — 5-0
- 1/4 фіналу. Переміг Цубоі Томоя (Японія) — 4-3
- 1/2 фіналу. Переміг Мартіна Моліна (Іспанія) — 5-0
- Фінал. Переміг Білала Беннама (Франція) — KO

На Азійських іграх 2022, що через пандемію коронавірусної хвороби пройшли 2023 року, здобув п'ять перемог, став чемпіоном і кваліфікувався на Олімпійські ігри 2024.

### Олімпійські ігри 2024
- В 1/8 фіналу переміг Хуана Мануель Лопеса (Пуерто-Рико) — 5-0
- У чвертьфіналі переміг Сакена Бібосинова (Казахстан) — 3-2
- У півфіналі переміг Даніеля Варела де Піна (Кабо-Верде) — 5-0
- У фіналі переміг Білала Беннама (Франція) — 5-0

## Напівпрофесійна ліга WSB
Виступав протягом двох сезонів за українську команду «Ukraine Otamans», де здобув 8 перемог. Згодом Федерація боксу Узбекистану створила свою команду «Uzbek Tigers», і боксер став виступати за неї.
| Результат                             | Команда                  | Суперник          | Спосіб   | Дата            | Примітки | Відео |
| ------------------------------------- | ------------------------ | ----------------- | -------- | --------------- | -------- | ----- |
| Виступи за команду «Uzbek Tigers».    |                          |                   |          |                 |          |       |
| Перемога                              | «Domadores de Cuba»      | Хоаніс Архілагос  | WP (3:0) | 27 лютого 2018  |          |       |
| Перемога                              | «Domadores de Cuba»      | Хоаніс Архілагос  | WP (3:0) | 13 травня 2017  |          |       |
| Перемога                              | «Astana Arlans»          | Теміртас Жусупов  | WP (3:0) | 1 квітня 2017   |          |       |
| Перемога                              | «Patriot Boxing Team»    | Батор Сагалуєв    | WP (3:0) | 4 березня 2017  |          |       |
| Перемога                              | «Russian Boxing Team»    | Батор Сагалуєв    | WP (3:0) | 22 квітня 2016  |          |       |
| Перемога                              | «Astana Arlans»          | Теміртас Жусупов  | WP (3:0) | 27 лютого 2016  |          |       |
| Перемога                              | «Puerto Rico Hurricanes» | Антоні Ортіс      | WP (3:0) | 23 січня 2016   |          |       |
| Виступи за команду «Ukraine Otamans». |                          |                   |          |                 |          |       |
| Перемога                              | «Russian Boxing Team»    | Белік Галанов     | WP (3:0) | 17 квітня 2015  |          |       |
| Перемога                              | «Morocco Atlas Lions»    | Захер Яссіне      | WP (3:0) | 27 березня 2015 |          |       |
| Перемога                              | «British Lionhearts»     | Вільямс Ешлі      | WOW      | 12 березня 2015 |          |       |
| Перемога                              | «Domadores de Cuba»      | Хоаніс Архілагос  | WP (3:0) | 27 лютого 2015  |          |       |
| Перемога                              | «Algeria Desert Hawks»   | Хеннуссі Белкацем | WP (3:0) | 13 лютого 2015  |          |       |
| Перемога                              | «China Dragons»          | Лі Джіхао         | WP (3:0) | 30 січня 2015   |          |       |
| Перемога                              | «Mexico Guerreros»       | Хоселіто Веласкес | WP (3:0) | 16 січня 2015   |          |       |
| Перемога                              | «Russian Boxing Team»    | Давид Айрапетян   | WP       | 31 березня 2014 |          |       |

## Професіональна кар'єра
16 листопада 2019 року дебютував у професіоналах, здобувши перемогу нокаутом у 2 раунді.

## Таблиця боїв
| 6 Перемог (5 нокаутом, 1 за рішенням суддів), 0 Поразок (0 нокаутом, 0 за рішенням суддів) |        |                      |        |              |                   |                                       |                                                                            |
| Результат                                                                                  | Рекорд | Суперник             | Спосіб | Раунд, час   | Дата              | Місце проведення                      | Примітки                                                                   |
| Перемога                                                                                   | 6–0    | Сіфамандла Балені    | UD     | 10           | 6 листопада 2023  | Red Arena, Красная Поляна             |                                                                            |
| Перемога                                                                                   | 5–0    | Мойсес Каро Гутьєрес | TKO    | 3 (8), 0:30  | 21 травня 2022    | Centro de Convenciones CEART, Мехіко  |                                                                            |
| Перемога                                                                                   | 4–0    | Хосе Рівас           | RTD    | 4 (10), 3:00 | 17 грудня 2021    | Hotel Renaissance, Ташкент            |                                                                            |
| Перемога                                                                                   | 3–0    | Мунсін Кітоза        | TKO    | 2 (10), 2:02 | 3 квітня 2021     | Humo Ice Dome, Ташкент                | Виграв вакантний титул чемпіона WBA International в першій найлегшій вазі. |
| Перемога                                                                                   | 2–0    | Одіджон Соткінов     | TKO    | 1 (6), 2:55  | 24 грудня 2020    | Soviet Wings Sport Palace, Москва     |                                                                            |
| Перемога                                                                                   | 1–0    | Хесус Сервантес      | TKO    | 2 (6), 1:58  | 16 листопада 2019 | Plaza De Toros, Сан-Міґель-де-Альєнде |                                                                            |